# Meinhardt Vilmos
Meinhardt Vilmos (Nagyszeben, 1884. április 8. – Budapest, 1964. december 26.) bányamérnök, egyetemi tanár.

## Életpályája
A selmecbányai Bányászati és Erdészeti Főiskolán 1907-ben szerzett diplomát. Nógrádban és Tatabányán vezetett bányaüzemeket. 1912-től telepvezető volt az Ajkai Kőszénbányáknál, 1923-tól műszaki igazgató, 1931-től vezérigazgató volt. 1917-ben az Ajkával szomszédos Úrkúton felfedezte a nagykiterjedésű mangánérc-előfordulást, és ezzel lefektette az ottani ércbányászat alapját. Bányászati tapasztalatait 1945 után is hasznosította. 1948-ban a Petőfi-bányai beruházások egyik vezetője volt. 1950–1959 között a budapesti Állami Műszaki Főiskolán, illetve a Műszaki Egyetem soproni bányamérnöki karán docens, majd egyetemi tanár volt.
Kimutatta a medence kiterjedését és szénvagyonát. Erre alapozva szénbánya nyitását kezdeményezte Padragon. Az ajkai szénbányászat fejlesztésével párhuzamosan javaslatára a vállalat – a Magyar Bauxit Rt.-gal együtt – megvetette alapját a timföld- és alumíniumgyárnak és megépítette az ajkai erőművet.

## Családja
Szülei: Meinhardt Ágoston (1845–1935) és Feistmantel Jozefina (1846–1900) voltak. 1951-ben, Budapesten házasságot kötött Véczy Piroskával.
Sírja a Farkasréti temetőben volt, amit felszámoltak.